# Manden i Spejlet
|  | Denne artikel er oprettet af botten PalnaBot ud fra en ekstern database. Den kan derfor have sproglige fejl eller mangler. Denne skabelon kan fjernes efter kontrol af indholdet. |

Manden i Spejlet er en kortfilm instrueret af Peter Avondoglio efter manuskript af Jesper Bæk-Sørensen, Peter Avondoglio.

## Handling
Et eventyr om dværgen Nellos mindreværdskomplekser. I spejlsalen på Dyrehavsbakken kan han drømme, han er stor og f.eks. få et normalt forhold til en pige. Men når han kommer udenfor, støder han igen på omverdenens ondskab, bevidst som ubevidst, og filmen ender med, at han står til havs i den båd, han har bygget, og som er hans eneste holdepunkt i tilværelsen.